# Cornelius van Oyen
Cornelius van Oyen (n. 28 noiembrie 1886, Brandenburg an der Havel, Regatul Prusiei, Imperiul German – d. 19 ianuarie 1954, Berlin, RDG) a fost un trăgător de tir ce a reprezentat Germania, medaliat olimpic. A participat la o ediție a Jocurilor Olimpice (1936) în care a câștigat o medalie de aur.

## Participări
Lista de mai jos prezintă principalele competiții la care a participat Cornelius van Oyen de-a lungul carierei.
- shooting at the 1936 Summer Olympics – men's 25 metre rapid fire pistol[*]